# Come muore la bestia
Come muore la bestia (Eins og skepnan deyr) è un film del 1986 diretto da Hilmar Oddsson.